# جويل ميلر (لاعب كرة طائرة)
جويل ميلر (15 ديسمبر 1988 - ) (بالإنجليزية: Joel Miller)‏ هو لاعب كرة طائرة المملكة المتحدة. شارك في الألعاب الأولمبية الصيفية 2012.

## وصلات خارجية
- جويل ميلر على موقع أوليمبيديا (الإنجليزية)
- جويل ميلر على موقع اللجنة الأولمبية البريطانية (الإنجليزية)